# Долгая (приток Томи)
Долгая — правый приток Томи в Яшкинском районе Кемеровской области. Длина реки — 5,2 км.
В устье реки расположен комплекс археологических памятников, включающий 2 местонахождения наскальных рисунков, временные стоянки на обоих приустьевых мысах и средневековое поселение на высоком приустьевом мысе коренного берега.
Впервые изображения Первой Новоромановской писаницы, открытой студентом А. Корчугановым, были скопированы в 1967 году сотрудниками лаборатории археологических исследований Кемеровского педагогического института В. В. Бобровым, Ю. М. Бородкиным и Э. И. Биглером под руководством заведующего лабораторией А. И. Мартынова. В 1991 году на памятнике работала экспедиция музея-заповедника «Томская Писаница», выявившая новые рисунки. В 1993 году И. Д. Русаковой и Е. С. Бариновой была открыта расположенная неподалеку Вторая Новоромановская писаница.
В 1991 году в ходе разведки береговой линии р. Томи сотрудниками музея-заповедника «Томская Писаница» И. В. Ковтуном и В. С. Горяевым на приустьевых мысах плохо сохранившейся первой надпойменной террасы были найдены стоянки Долгая 1,2.
В 2009 году экспедицией Института экологии человека под руководством А. Г. Марочкина на коренном борту левого берега р. Долгой найдено средневековое поселение.